# Meca (robot)
Un meca (abreviació del japonès "Meka" (メカ), per la paraula anglesa "mechanical") és un robot (humanoide, animal, mitjà de transport, o armes mòbils, etc.; de proporcions variables i dissenyat tant per a protecció d'una ciutat com per a ús militar o altres usos). Els mecanitzats són un subgènere en la branca de la ciència-ficció tant en l'àmbit de l'animació japonesa (anime) com en els seus còmics (manga).
Algunes sèries de meques són: Mazinger Z, Mobil Suit Gundam, Transformers, Tengen Toppa Gurren-Lagann, Macross/Robotech, Neo Ranga i Neon Genesis Evangelion. En moltes sèries de meques existeixen escenaris tan variats i històries tan diferents que van des de salvar una ciutat fins on arribi la imaginació.
Altres varietats de meques presenten robots amb formes d'animals (incloent-hi alguns d'extingits, com els dinosaures), robots amb dues o més transformacions (generalment alternant entre una forma humanoide i la d'una màquina o vehicle), els meca "fusió", on un grup de meques relativament petits s'uneixen per crear-ne un de més gran. Aquests els podem trobar de forma gairebé exclusiva a les dècades dels 70 i 80, i solen ser considerats com el precursor de la majoria d'anime actual, ja que en molt poques sèries d'avui dia es veu aquesta classe de combinacions.
El pilot d'un meca acostuma a ser un/a jove valent/a i talentós/a (en alguns casos dotat/da de gran bellesa). En la majoria de les sèries d'animació japonesa on es presenten meques són considerats tecnologia armamentística d'última generació i solen ser comandats per petites elits de pilots altament entrenats, o per entitats de científics especialitzats en la creació d'aquesta classe d'armes, i fins i tot; en diverses sèries s'utilitzen entitats reconegudes; amb un evident canvi de nom, que existeixen en el món real. A vegades el protagonista d'una sèrie d'aquestes característiques pateix una trobada accidental amb el seu meca, però aconsegueix dominar en curt temps, superant fins i tot a personal militar capacitat, en altres circumstàncies aquest és elegit per un gran poder, o per una persona, en alguns casos propera; que influeix en la seva vida personal de manera decisiva.

## Sèries meca
- Arbegas
- Astroganga
- Code Geass
- Dynamo Joe
- Eureka Seven
- Full Metal Panic!
- GaoGaiGar
- Getter Robot
- Goldorak
- Granzort
- Mobile Suit Gundam
- Kotetsu Jeeg (El Venjador)
- Kurogane No Linebarrels
- Macross
- Mazinger Z
- Neon Genesis Evangelion
- Patlabor
- Tengen Toppa Gurren-Lagann
- Transformers
- Voltron
- Zoids: Chaotic Century